# Армяне в Аргентине
Армяне в Аргентине (арм. Արգենտինահայեր, исп. Armenios en Argentina) — армянское население Аргентины.

## До 1920 года
В XIX веке фактов проживания армян в этой стране не зафиксировано. Можно вспомнить лишь венгерского военного деятеля армянского происхождения Яноша Цеца (Ованнеса Цецяна), который в 1861 году обосновался в Буэнос-Айресе, где основал военную школу.
В 1910-х годах правительство Аргентины начало принимать многочисленных эмигрантов, которые приезжали в частности по программе развития сельского хозяйства. В этот период в страну прибыла и группа армян. В 1911 году в Буэнос-Айресе была основана первая армянская организация — филиал Армянского всеобщего благотворительного союза. В 1914 году число проживающих в Аргентине армян возросло до 2 000. Также, аргентинское правительство признало существовавшую в 1918—1920 гг. Первую Республику Армения.

## Формирование армянской общины в Аргентине
В начале 20-х годов XX века, после того, как Киликия оказалась под властью Турции, и после пожара в Смирне, местное армянское население на кораблях бежало в различные европейские порты, а оттуда — на американский континент. Армяне сосредоточились в основном в Аргентине и Бразилии. 1923—1938 годы историки считают периодом активного формирования армянской общины в Аргентине. Здесь были основаны армянские школы, начали издаваться газеты. Так, с 1931 года по сей день издается газета «Армения». В дальнейшем в Буэнос-Айресе и других городах были построены армянские церкви. Только в столице Аргентины действует 6 апостольских, две евангелистские и одна католическая армянские церкви.
В 1937 году первым патриархом армян Южной Америки стал архиепископ Гарегин Хачатрян, развернувший бурную духовную и литературную деятельность. В 1943 году численность армян в Аргентине достигла 20 тысяч. Это были в основном мелкие коммерсанты и промышленники. Большинство армян проживало в Буэнос-Айресе, а также в городах Кордова, Росарио, Бериссо, Мар-дель-Плата и Сан-Мигель-де-Тукуман. В этот период община не жила активной культурной жизнью, хотя деятели культуры были.
После Второй мировой войны в Аргентину эмигрировали многочисленные группы армян как из стран Ближнего Востока, так и Европы (в частности Румынии и Франции). В 1990-х годах из Армении в Аргентину уехало около 3 тысяч человек. Сегодня в этой стране проживает 130 000 армян. Жизнь общины сосредоточена вокруг Армянского центра, который представляет собой совет попечителей Армянской Апостольской церкви. Под руководством этого союза действуют все организации общины. На протяжении десятилетий армяне Аргентины имели многочисленные общественные, образовательные, культурные, спортивные союзы, каждодневные и воскресные школы, местные филиалы традиционных армянских партий, земляческие союзы, созданный в 1986 году Национальный съезд армян Аргентины, Институт арменоведения, усилиями которого в университете «Дель-Сальвадор» была создана кафедра арменоведения. В общине действовали хоры, танцевальные ансамбли, в 1984 году в Буэнос-Айресе была основана театральная труппа «Жорж Саргисян», которая в 1999 году выступила со спектаклями в Ереване.